# معرق‌کاری

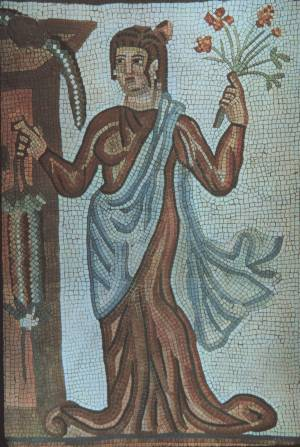
بخشی از پاره‌چین کاخ شاپور یکم در بیشاپور

پاره‌چینی یا مُعَرَّق‌کاری یکی از صنایع دستی است که در آن قطعه‌های کوچک کاشی، چوب، فلز و مانند آن‌ها را بر اساس طرح و نقشه‌ی قبلی، در کنار هم روی یک سطح می‌چسبانند.‎ نتیجه معرق‌کاری معمولاً تصویری است که با چیدن منظم و هموار قطعات کوچک سنگ‌های یا چوب‌های رنگی یا سفال در کنار هم ساخته می‌شود.
فرهنگستان زبان فارسی برای معرق واژه پاره‌چین و معرق‌کاری، پاره‌چینی، را برگزیده است. در زبان‌های غربی برای این مفهوم کلمه «موزائیک» (به فرانسوی: Mosaïque) استفاده می‌شود که معنی روزمره موزائیک در زبان فارسی تفاوت دارد. موزائیک در فارسی به معنی کفپوشی است متراکم، در حقیقت یک جور بتن، که تراکم خود را یا از طریق فشار پرسی موزاییک پرسی یا از طریق لرزش موزاییک ویبره‌ای به دست می‌آورد و از ماسه، سیمان، سنگ‌دانه، پودر سنگ و آب در ابعاد و طرح‌های گوناگون تولید می‌شود.
معمولاً در معرق‌کاری از انواع چوب، صدف، فلزات، کانی‌ها، استخوان و موارد دیگر استفاده می‌شود. پس از انتخاب طرح و تفکیک اجزای آن، به دورگیری و انتقال نقشه بر روی تخته سه‌لا پرداخته، سپس قطعات را که می‌توان از چوب، صدف، فلزات، کانی‌ها و استخوان انتخاب شده باشد، توسط اره مویی بریده و در کنار هم بر روی تخته سه‌لا جفت و جور می‌کنند، مانند: قطعات تکمیل کنندهٔ پازل.
سپس برای حفاظت، براق و زیباتر شدن کار به آن پلی‌استر زده و آن را از تخته سه لایی جدا کرده و روی سطح مسطح می‌چسبانند. در آخر دور کار را با زوار چوبی می‌بندند تا کادر آن تکمیل شود.

## پیشینه

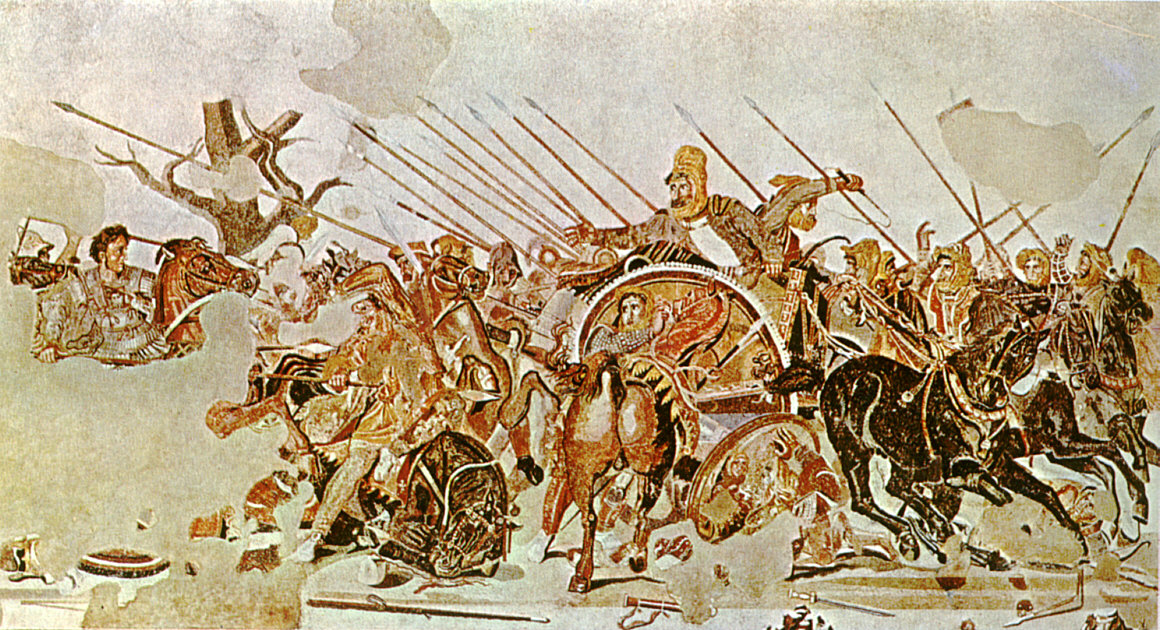
پاره‌چین اسکندر

هنر پاره‌چینی از دیرزمان شناخته شده بود و تا به امروز نیز کاربرد دارد. در میان‌رودان و مصر باستان نوعی پاره‌چین در اندازه‌های کوچک و برای مصارف تزئینی و زینتی ساخته می‌شد ولی رومیان آن را چون یک قالب هنری همپایهٔ دیوارنگاری به کار می‌بردند. ساخت معرق‌ها توسط هنرمندان صدر مسیحیت ادامه یافت و در اوایل قرون وسطی به خصوص در قلمرو امپراتوران بیزانسی به اوج شکوفایی خود رسید. (مثلاً موزائیک‌های کلیسای سان وتیله در راونا)

### در ایران

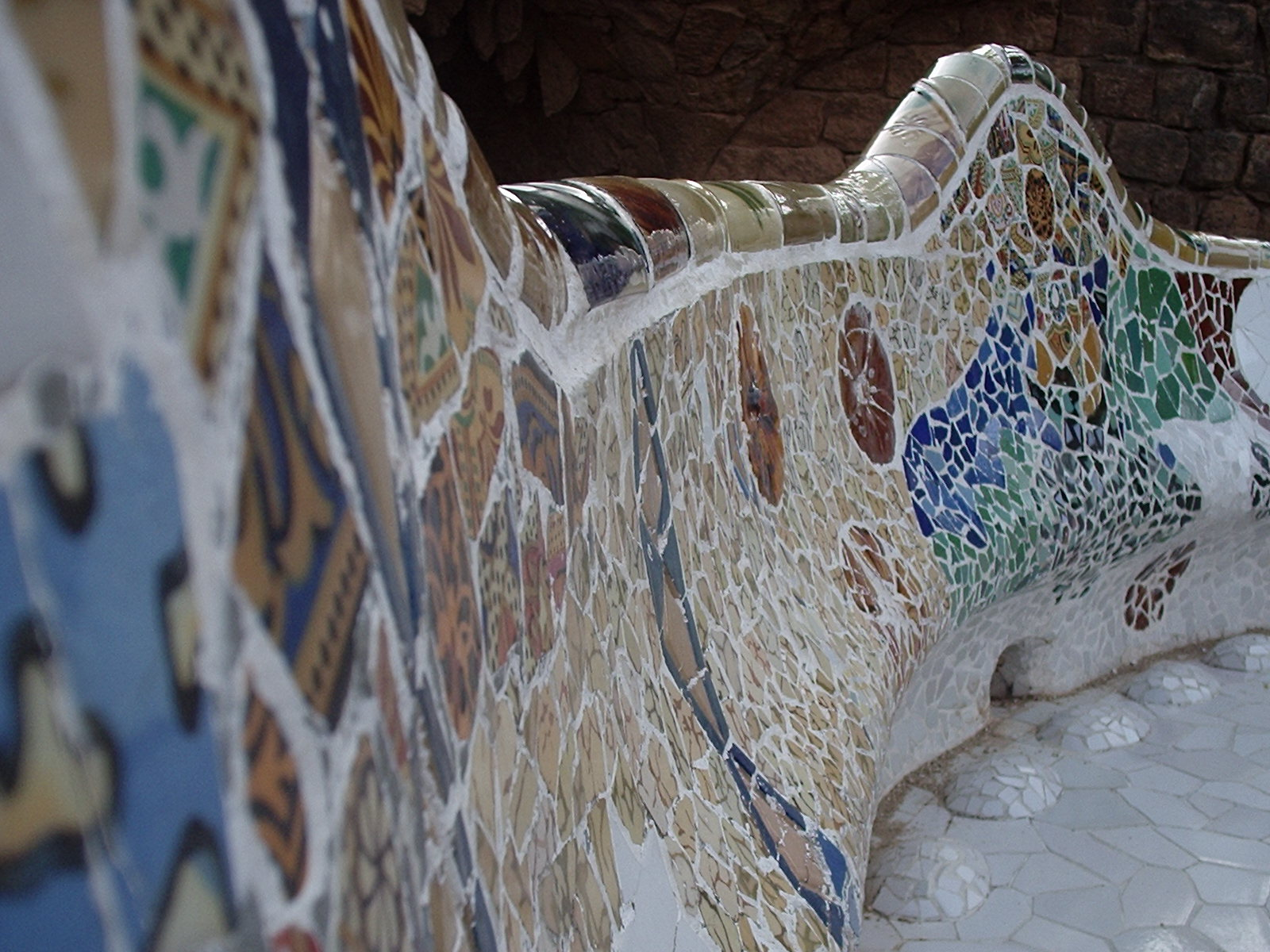
بخشی از هنر موزائیک اثر آنتونیو گائودی در بارسلون.

در بعضی از منابع به اشتباه گفته شده‌است که پاره‌چین چوب برگرفته از کاشی پاره‌چین است و پاره‌چین در ایران از هند وارد شده‌است. در حالیکه در سبک هندی چوب زمینهٔ کار یک تکه‌است و به علاوه جنس چوب از فوفل است. شیوه‌ای کار در سبک هندی به این شکل است که ابتدا طرح را بر روی چوب پیاده کرد و سپس شکل‌ها را بریده و بعد با تکه‌های مختلف چوب پر می‌کنند.
طبق آخرین کاوش‌هایی که در شهر سوخته واقع در زابل انجام گرفته‌است، شانه‌ای پیدا شده‌است که بر روی آن گلی با تکه‌های چوب کار شده‌است. این شانه متعلق به ۵۰۰۰ سال پیش است. پیدا شدن این شانه دلیلی بر بطلان دو نظریه یادشده می‌باشد. علاوه بر این طرح گل روی شانه با طرح گلی که بر روی سفالینه‌ها کشف شده‌است یکی می‌باشد که نشان می‌دهد شانهٔ یافت شده نمی‌تواند از جایی وارد ایران شده باشد.
سابقهٔ هنر معرق‌کاری بعدی به قرن ششم هجری و دوره سلجوقی بازمی‌گردد. این هنر در آغاز برای تزئین سطح میز، بوفه و در به کار گرفته شد. تنها نقش‌های اسلیمی با ۵ رنگ چوب آبنوس، فوفل، گلابی، سنجد و توت مورد استفاده قرار گرفت. امروزه این هنر هنوز هم مورد توجه بسیاری از علاقه مندان است و استادکاران نیز به تولید محصولات آن اشتغال دارند.
پاره‌چین‌سازی در ایران از سده ۶ هجری و دوره سلجوقیان با ساخت کاشی معرق پیشرفت کرد و در سده هشتم کامل‌تر و ظریف‌تر شد. در سده نهم و دهم هجری نیز رشد بسیار زیادی کرد. شهرهای اصلی پاره‌چین‌سازی در این دوره اصفهان، یزد، کاشان، هرات، سمرقند بودند.
معرق‌کاری کاشی در دوره سلجوقیان یعنی در قرن ۴ هجری به سمت کمال رفت و بسیار متداول گردید. درقرن هشتم هجری هنرمندان معرق‌کار به مراتب از هنرمندان عهد سلجوقی جلو افتادند. دراین قرن موفق شدند اجزایی را که اشکال معرق از آنها تشکیل می‌یابد کوچکتر کنند و لطیف‌ترین و زیباترین اشکال بنایی و هندسی را در مجموعه‌ای از رنگ‌های زیبا براق که جز در هنر شرق به‌ویژه ایرانی دیده می‌شود نمایش دهند. مخصوصاً ارزانی بیشتر موجب رواج بیشتر آن گردید. هنر معرق‌کاری در قرن‌های ۹و ۱۰ هجری به روش‌های شرقی خود رسید. در این دوره مراکز مهم معرق‌سازی در شهرهای اصفهان، یزد، هرات و سمرقند ایجاد گردید. اما در اصل باید گفت که مرکز اصلی این کار در دوران صفوی اردبیل بوده‌است. از با قدمت‌ترین این آثار  می‌توان به گنبد سبز کرمان (قرن هفتم هجری قمری)، مسجد کبود تبریز (قرن نهم هجری قمری) و مسجد شیخ لطف‌الله اصفهان (قرن یازدهم هجری قمری) و بعد آن به آرامگاه شیخ صفی الدین اردبیلی اشاره کرد. که بعدها با تغییر پایتخت از اردبیل به اصفهان این هنر نیز همانند هنرهای دستی دیگر به دستور شاه به اصفهان منتقل شدند، و شروع به ساخت بناهای تاریخی چون میدان امام کردند.

### کاشی معرق
کاشی معرق نام یکی از هنرهای ایرانی است. هنر کاشی سازی معرق یا «کاشی گل و بوته» نزد اروپاییان بیشتر به موزاییک شهرت دارد. اهمیت کاشی معرق نسبت به انواع دیگر کاشی، زیبایی فوق‌العاده و درجه استحکام آن است که از قرن ۷ ه‍.ق (از اواخر دورة سلجوقی) به تدریج زینت‌بخش معماری ایران به ویژه در بناهای مذهبی شد. قبهٔ سبز کرمان قدیمی‌ترین نمونه کاشی معرق ایران متعلق به قرن هفتم هجری قمری است ولی دوره رواج و اوج این شیوه دورهٔ تیموری است.
کاشی معرق عبارت است از قطعه‌های بریده شده و کوچک شده کاشی که نقوش مختلف «هندسی و اشکال بنایی» را از رنگ‌های متفاوت تراشیده و در کنار یکدیگر قرارداده و به شکل قطعاتی بزرگ درآورده و روی دیوار نصب می‌شود تا زینت بخش بنا گردد. این نقوش گاهی از نقش‌های گره‌کشی و گاهی از نقش‌های مختلف مانند گل و بوته‌سازی اسلیمی‌ها که هرکدام جداگانه می‌توانند بنایی را زینت بخشد که ساختن یا نصب کاشی‌ها را به این طریق معرق می‌گویند.

## معرق کاری چوب

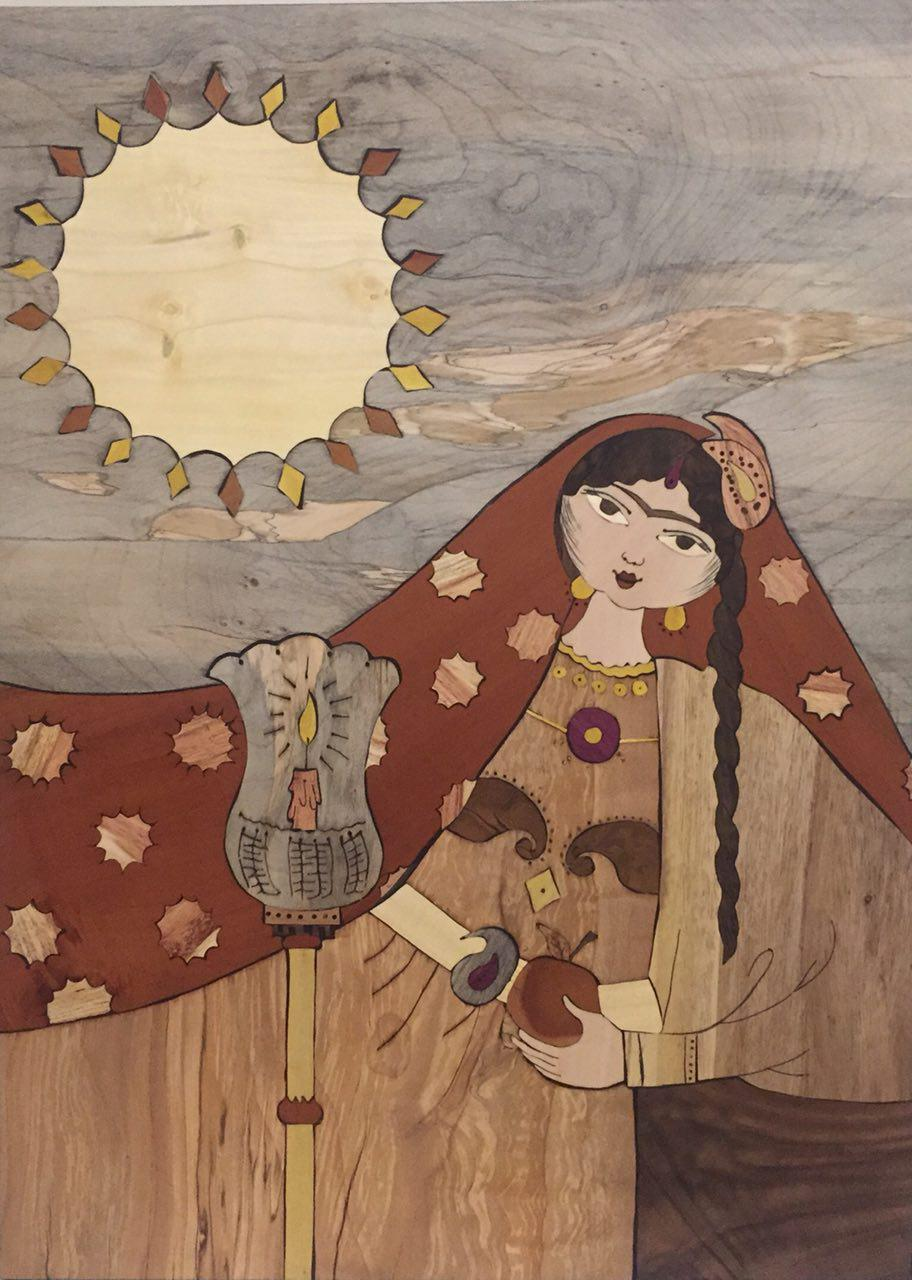
تابلوی معرق با چوب

تعریف:قرار گرفتن چوبهای رنگی در کنار هم و به وجود آوردن شکل مشخص را معرق می‌گویند. معرق چوب تلفیقی از انواع چوبهای خودرنگ و موادی مثلاً استخوان، صدف، روی، عاج، خاتم که روی سطح چوب نقشی را به وجود می‌آورد.
مواد و مصالح مورد نیاز در ساخت معرق چوب موادی که به کارمی رود به دوگروه چوبی وغیر چوبی تقسیم می‌شود. الف) مواد و مصالح چوبی درمعرق چوب از انواع چوب‌های خودرنگ که شامل:عناب، نارنج، گردو، سنجد، زبان گنجشک، راش، گلابی، فوفل، وغیره، ب) مواد غیر چوبی:هنرمند معرق کار طبق سلیقه خود و طرح مورد نظر از موادی مانند استخوان، صدف، عاج، خاتم، مس، برنج، فیبرهای مصنوعی، به کارمی برند. لوازم موردنیاز معرق شامل (میزکار، اره‌مویی، کمان اره، چوبسای، چکش، میخ کش، میخ سایه، تیزک، رنده، تخت پیشکار) و طرز ساخت آن۱-رنگ‌بندی:طرح مورد نظر را با توجه به جنس، رنگ، بافت مصالح مورد استفاده بروی کاغذ نازک می‌کشند سپس آن را روی چوبی سه لایه از جنس چوب فوفل یا رزبا میخهای سوزنی روی زمینه کار نصب می‌کنند. بعد از آن به ترتیب علامت‌گذاری و خرد کردن طرح، برش کاری، جفت و جور کردن، پر کردن زمینه باچوب، پولیستر کاری، این رشته هم مثل منبت در اکثر شهرهای ایران رواج دارد.